# Sericosura venticola
Sericosura venticola är en havsspindelart som beskrevs av Child, C.A. 1987. Sericosura venticola ingår i släktet Sericosura och familjen Ammotheidae. Inga underarter finns listade i Catalogue of Life.